# Spirit: Stallion of the Cimarron
Spirit: Stallion of the Cimarron (được biết với tựa tiếng Việt là Tiểu mã vương, Spirit: Con ngựa đầu đàn hay Spirit: Ngựa giống nòi Cimarron) là một bộ phim hoạt hình 2D Mỹ năm 2002 của hãng DreamWorks Animation và được phát hành bởi DreamWorks Pictures. Phim kể về cuộc phiêu lưu của một chú ngựa tên Spirit, thuộc giống ngựa hoang Kiger, tại miền Viễn Tây Hoa Kỳ vào thế kỷ 19. Diễn viên Matt Damon lồng tiếng cho nhân vật chính của phim là chú ngựa Spirit.

## Nội dung
Bộ phim mở đầu với cảnh một con đại bàng bay khắp vùng đồng cỏ miền Viễn Tây Hoa Kỳ, tiếp đến là sự ra đời của một chú ngựa hoang Kiger tên là Spirit. Chưa đầy ba tháng mà Spirit đã trở thành một chú ngựa to lớn, khỏe mạnh và dũng cảm. Spirit mạnh mẽ đến nổi có thể đánh bại một con sư tử núi, vì thế nên chú được cả đàn chọn làm ngựa đầu đàn.
Một đêm nọ, Spirit thấy một ánh sáng lạ từ phía xa, chú tò mò chạy đến đó xem thử mặc dù ngựa mẹ ngăn cản. Khi đến nơi, Spirit phát hiện có năm con ngựa bị cột ở đó cùng với năm người đàn ông đang nằm ngủ. Bất thình lình, những người đàn ông thức dậy và đuổi theo bắt Spirit vì thấy chú là giống ngựa đẹp. Spirit cố gắng bỏ chạy nhưng cũng bị bắt. Những người đàn ông đưa chú về doanh trại lực lượng kỵ binh Hoa Kỳ để thuần hóa chú thành ngựa chiến của quân đội, vì trong thời gian này quân đội Hoa Kỳ đang tham gia cuộc Chiến tranh Da Đỏ.
Người đứng đầu doanh trại là Lão Đại tá (The Colonel), lão cho rất nhiều lính cưỡi Spirit nhưng tất cả đều bị chú quật ngã. Lão Đại tá ra lệnh bỏ mặc Spirit đói khát trong ba ngày. Ba ngày sau, một anh chàng thổ dân Lakota tên Little Creek bị quân lính bắt giữ, họ trói anh bên cạnh chuồng của Spirit. Một lát sau, Lão Đại tá quyết định cưỡi Spirit cho quân lính của mình xem, cho dù lão cứng rắn cỡ nào cũng không bằng Spirit, lão bị chú quật ngã giống như nhiều người lính của lão. Lão Đại tá giận dữ lấy súng định bắn chết Spirit, nhưng Little Creek đã lén cởi trói rồi giúp Spirit cùng nhiều con ngựa khác chạy thoát khỏi doanh trại. Khi đã chạy một quãng khá xa, cô ngựa cái tên Rain của Little Creek cùng hai người bạn da đỏ chạy đến đón anh. Họ đưa Spirit về ngôi làng Lakota.
Sau khi về đến làng, Little Creek cột Spirit và Rain vào nhau để mỗi khi Spirit định bỏ chạy thì Rain sẽ giữ lại, Rain đã dẫn chú đi xem ngôi làng của cô. Trong một thời gian ngắn, hai con ngựa đã yêu nhau. Little Creek nhận ra rằng Spirit là một chú ngựa gan lì và sẽ không có ai cưỡi được chú nên anh để chú ra đi. Spirit mừng rỡ chạy đi tìm Rain, chú rủ cô về quê hương của chú. Đúng lúc đó, Lão Đại tá cùng quân lính của lão tấn công ngôi làng Lakota, mục đích của họ là bắt ngựa của những người thổ dân để kéo đầu máy xe lửa cho đường sắt của họ. Lão Đại tá bắn Rain khiến cô rơi xuống sông, lão cũng định bắn chết Little Creek nhưng bị Spirit xô ngã khỏi ngựa. Sau đó Spirit liền chạy theo dòng nước để cứu Rain, cả hai rơi xuống thác nước. Rain ngất xỉu do vết thương quá đau, Spirit nghĩ rằng cô đã chết.
Spirit bị những người lính bắt đi một lần nữa. Lần này họ đưa Spirit cùng nhiều con ngựa khác lên xe lửa đi thật xa, đến một rừng thông rộng lớn, họ cột những con ngựa vào nhau để kéo đầu máy xe lửa. Trong lúc này Little Creek cũng lần theo chiếc xe lửa để tìm cách giải cứu Spirit. Spirit giả chết, đợi lúc những người lính kéo chú đi thì chú vùng dậy, giải thoát cho hàng chục con ngựa khác. Vụ hỗn loạn khiến đầu máy xe lửa rơi từ trên rừng xuống trại lính và nổ tung, cả khu rừng chìm trong biển lửa. Suýt chút nữa là Spirit bị chết cháy nếu Little Creek không đến cứu chú kịp thời, anh dẫn chú chạy ra khỏi khu rừng rồi nhảy xuống sông.
Sáng hôm sau, Spirit và Little Creek thức dậy, họ thấy Lão Đại tá và quân lính đang đuổi theo. Cuộc rượt đuổi vào tận trong khu vực Grand Canyon. Spirit và Little Creek hợp tác ăn ý hạ gục cả nhóm lính. Lão Đại tá nể phục sự dũng cảm của Spirit khi thấy chú nhảy băng qua vách đá cách quá xa bờ bên kia, lão quyết định không truy đuổi chú nữa. Spirit và Little Creek vui mừng, cả hai trở về ngôi làng Lakota. Spirit bất ngờ khi thấy Rain vẫn còn sống, trước đó người trong làng đã chữa trị vết thương cho cô. Little Creek cho phép Rain đi theo Spirit về sống với đàn của chú, sau đó hai con ngựa cùng chạy về quê hương của Spirit, giờ đây chúng đã tự do thật sự.

## Diễn viên lồng tiếng
- Matt Damon vai Ngựa Spirit
- James Cromwell vai Lão Đại tá (The Colonel)
- Daniel Studi vai Little Creek
- Chopper Bernet vai Trung sĩ Adams
- Jeff LeBeau vai Murphy
- Richard McGonagle vai Bill
- Matt Levin vai Joe
- Robert Cait vai Jake
- Charles Napier vai Roy
- Zahn McClarnon vai Bạn của Little Creek
- Michael Horse vai Bạn của Little Creek

## Ca khúc trong phim
- Here I Am
- I Will Always Return
- You Can't Take Me
- Get Off My Back
- Brothers Under the Sun
- Don't Let Go
- This Is Where I Belong
- Sound the Bugle
- Run Free
- Homeland
- Rain
- The Long Road Back
- Nothing I've Ever Known